# Soldiers of Love (Lighthouse X-sang)
"Soldiers of Love" er en sang sunget af den danske poptrio Lighthouse X. Sangen vandt Dansk Melodi Grand Prix 2016 og blev dermed udvalgt til at repræsentere Danmark ved Eurovision Song Contest 2016 i Stockholm. Den konkurrerede i anden halvdel af semifinalerne, men kom ikke med i finalen.
Sangen er skrevet og komponeret af Lighthouse X sammen med Sebastian F. Ovens, Daniel Lund Jørgensen og Katrine Klith Andersen.
Sangen vandt konkurrencens superfinale med 42 % af stemmerne foran Anja Nissen (36 %) og Simone (22 %).